# Hyllisia flavostictica
Hyllisia flavostictica là một loài bọ cánh cứng trong họ Cerambycidae.